# Perlat Musta
Perlat Musta (* 15. Oktober 1958 in Vlora) ist ein ehemaliger albanischer Fußballnationalspieler.

## Laufbahn
Mustas Karriere begann 1978. Als 20-Jähriger wurde Musta in den Kader der ersten Mannschaft von Partizani Tirana aufgenommen und war zunächst Reservetorhüter, konnte sich jedoch schnell als Nummer eins etablieren und wurde zu einer festen Größe in seinem Verein. Kurz darauf wurde Musta in die albanische Fußballnationalmannschaft berufen, in der er lange Jahre Stammtorwart sein sollte. Gegen die Bundesrepublik Deutschland kam Musta in Spielen zur Qualifikation zur Fußball-Weltmeisterschaft 1982 sowie zur Fußball-Europameisterschaft 1984 zum Einsatz. Die Ergebnisse waren recht unterschiedlich, 1981 unterlag Albanien in Dortmund mit 0:8; es ist die bisher höchste albanische Niederlage gegen Deutschland. Musta wurde in jenem Spiel beim Stande von 0:5 ausgewechselt. 1983 wiederum konnte Albanien sowohl im Hin- als auch im Rückspiel achtbare Ergebnisse erzielen. Besonders das Rückspiel in Deutschland blieb in Erinnerung, da Albanien eine Halbzeit lang nur mit zehn Mann den Favoriten an den Rand einer Blamage brachte und letztlich nur knapp mit 1:2 unterlag. Musta bot damals eine sehr gute Leistung und konnte viele gute Torchancen zunichtemachen.
Er blieb bis 1991 im Kader von Partizani Tirana. Danach wechselte Musta nach Rumänien zu Dinamo Bukarest, wo er bis 1994 blieb und im Jahr 1992 rumänischer Meister wurde. Anschließend gab Musta ein kurzes Gastspiel bei Național Bukarest, ehe er nach Albanien zurückkehrte. Dort spielte er noch eineinhalb Jahre für Partizani Tirana, ehe er seine aktive Laufbahn beendete.
Als Spieler dieser Mannschaft zählte Musta, wie alle übrigen Vereinsangehörigen, zur albanischen Armee. Musta absolvierte insgesamt 23 A-Länderspiele.

## Erfolge
- Albanischer Meister: 1981, 1987
- Albanischer Pokalsieger: 1980
- Rumänischer Meister: 1992